# Paradysderina wygodzinskyi
Espèce
Paradysderina wygodzinskyi est une espèce d'araignées aranéomorphes de la famille des Oonopidae.

## Distribution
Cette espèce est endémique de la région de Junín au Pérou,. Elle se rencontre à Huacapistana vers 1 800 m d'altitude.

## Description
Le mâle holotype mesure 2,29 mm et la femelle 2,65 mm.

## Étymologie
Cette espèce est nommée en l'honneur de Petr Wolfgang Wygodzinsky.

## Publication originale
- Platnick & Dupérré, 2011 : The Andean goblin spiders of the new genera Paradysderina and Semidysderina (Araneae, Oonopidae). Bulletin of the American Museum of Natural History, no 364, p. 1-121 (texte intégral).